# Kaloketos pilosus
Kaloketos pilosus är en kräftdjursart som beskrevs av Koenemann, Iliffe, Yager 2004. Kaloketos pilosus ingår i släktet Kaloketos och familjen Speleonectidae.
Artens utbredningsområde är havet kring Turks- och Caicosöarna. Inga underarter finns listade i Catalogue of Life.